# Skorîkî, Pidvolociîsk
Skorîkî (în ucraineană Скорики) este localitatea de reședință a comunei Skorîkî din raionul Pidvolociîsk, regiunea Ternopil, Ucraina.

## Demografie
Componența lingvistică a localității Skorîkî
     Ucraineană (99,51%)
     Alte limbi (0,49%)
Conform recensământului din 2001, majoritatea populației localității Skorîkî era vorbitoare de ucraineană (99,51%), existând în minoritate și vorbitori de alte limbi.